# Manu Hernando
Manu Hernando, né le 19 juillet 1998 à Palencia, est un footballeur espagnol qui évolue au poste de défenseur central au CD Tondela.

## Biographie

### Carrière en club
Né à Palencia, en Castille-et-León, Hernando rejoint La Fábrica — l'académie du Real Madrid — en 2010, en provenance du Club InternaESPnal de la Amistad. Initialement milieu offensif, il est converti en défenseur central lors de sa formation.
Ayant intégré la réserve du Real pour la saison 2017-18, Hernando fait ses débuts avec le Castilla le 8 octobre 2017, à l'occasion d'une défaite 0-2 en Segunda División B contre le Pontevedra CF.
Titulaire régulier sous les ordres de Santiago Solari, le 15 novembre 2018 Hernando renouvelle son contrat avec le club de la capitale jusqu'en 2022. Le 2 janvier suivant, il rejoint le Racing de Santander en Segunda División, en prêt jusqu'en juin.
Hernando fait ses débuts professionnels le 24 janvier 2020 avec le Santander, remplaçant Nico Hidalgo lors d'une défaite 0-1 à l'extérieur contre le Cádiz CF.
Pour la saison suivante, Hernando est prêté à un autre club de deuxième division, le SD Ponferradina.

### Carrière en sélection
Sélectionné en équipe d'Espagne espoirs par Luis de la Fuente, il réalise ses débuts le 13 octobre 2020 contre le Kazakhstan, prenant ainsi part à la victoire 3-0 qui qualifie son équipe à l'Euro 2021.

## Palmarès
Néant